# Minisode1: Blue Hour
Minisode1: Blue Hour è il terzo EP della boy band sudcoreana TXT, pubblicato nel 2020.

## Descrizione
Minisode1: Blue Hour consiste in cinque canzoni dalla prospettiva di teenagers che sono isolati e persi nelle emozioni nel mezzo di una epidemia. La scrittura dei testi è caratterizzata da temi come la speranza, la solitudine, l'estraneità, la perdita della routine, la disperazione, l'empatia e i conflitti nella realtà. Musicalmente, è prima di tutto, un album disco, rock e R&B ma c'è della sperimentazione con altri generi.
"Ghosting"   è una ballad indie-rock e nu-gaze inspirata agli anni 80, Soobin e Taehyun scrivono il testo della traccia con la cantante indie-pop Lennon Stella, il testo tratta la confusione e la tristezza che proviene da essere isolati dal mondo. "Blue Hour" è una canzone disco e dance, la produzione contiene beat funk in cassa in quattro, chitarra ritmica e basso. Il testo parla del desiderio di ripercorrere ricordi belli del passato grazie all'immaginazione.
"We Lost the Summer" è una traccia dancehall e tropical, il testo racconta di teenagers che affrontano un mondo ribaltato per colpa della pandemia. "Wishlist" è una canzone pop-rock scritta da Huening Kai, Taehyun e Yeonjun, il testo parla di un ragazzo che fa un regalo alla persona che ama. "Way Home" è una traccia future R&B con beats trap e synth, il testo cattura la solitudine di un ragazzo che torna da scuola e del bisogno di compagnia.

## Tracce
1. Ghosting – 3:43 (Boeun Kim, Chris James, David Charles Fischer, Slow Rabbit, Erin McCarley, Heejoo Lee, Jaekyu Jung, Jeongmi Kim, Jieun Jeon, Huening Kai, Kyler Niko, Lennon Stella, Ru Uth, Sueran Lee, Sonjong Hwang, Soobin, Submin Kim, Taehyun, Wuhyun Park, El Capitxn)
2. Blue Hour (5 시 53 분의 하늘 에서 발견한 너와 나) – 3:29 (Slow Rabbit, Kyler Niko, Lil 27 Club, "Hitman" Bang)
3. We Lost the Summer (날 씨를 잃어 버렸어) – 3:31 (Charli XCX, Charlotte Grace Victoria Lee, Colton Ward, Slow Rabbit, Pdogg, Kyle Bladt Knudsen, Lil 27 Club)
4. Wishlist – 3:12 (Boeun Kim, Cazzi Opeia, Slow Rabbit, Ellen Berg, Heejoo Lee, Huening Kai, Melanie Joy Fontana, Micheal "Lindgren" Schulz, Minyoung Yoon, Sam Klempner, Sueran Lee, "Hitman" Bang, Taehyun, Wuhyun Park, Yeonjun, Yunkyoung Cho)
5. Way Home (하굣길) – 3:03 (Daewook Chung, Heejoo Lee, Hyojung Shin, Huening Kai, Melanie Joy Fontana, Micheal "Lindgren" Schulz, "Hitman" Bang, Sofia Kay, Adora, Subin Kim, Sunjae Oh, Taehyun, Wonderkid, Wuhyun Park, Yeonjun)

## Formazione
Gruppo
- Soobin – voce, testo e musica (traccia 1)
- Yeonjun – voce, testo e musica (tracce 4-5)
- Beomgyu – voce
- Taehyun – voce, testo e musica (tracce 1, 4-5)
- Hueningkai – voce, testo e musica (tracce 1, 4-5)

## Critica
L'album ha ricevuto recensioni positive dai critici. Choi Ji-won, scrivendo per The Korean Herald, descrive l'EP come "molto poetico", il critico Jeff Benjamin complimenta l'album come una riflessione su i punti bassi e alti che quest'anno ci sta portando.  Lim Seon-hee da IZM parla di come il gruppo sparge energia al punto di portare via il respiro.
Buzzfeed e CNN Filippine hanno inserito Blue Hour nelle loro liste delle migliori canzoni kpop del 2020, "Ghosting" è stata incluso nella lista di MTV delle migliori B-sides kpop, mentre, l'intero EP è nelle rispettive liste dei migliori album kpop del 2020 di Rolling Stones India e South China Morning Post.

## Successo Commerciale
L'EP si è classificato al numero 25 della classifica americana Billboard, è stato, anche, al numero uno della classifica musicale giapponese Oricon.
Nel Dicembre del 2020 è stato certificato dalla KMCA per aver venduto più di 250,000 copie.

## Classifiche

### Classifiche settimanali
| Classifica (2020) | Posizione massima |
| ----------------- | ----------------- |
| Belgio (Fiandre)  | 129               |
| Corea del Sud     | 3                 |
| Giappone          | 1                 |
| Stati Uniti       | 25                |
| Svezia            | 12                |
| Ungheria          | 33                |

### Classifiche di fine anno
| Classifica (2020) | Posizione |
| ----------------- | --------- |
| Corea del Sud     | 19        |
| Giappone          | 83        |